# Charles René Reyneau
Charles René Reyneau (francès: Charles-René Reynaud)  (Briçac, 11 de juny de 1656 - París, 24 de febrer de 1728) (o Reynaud) va ser un matemàtic francès dels segles XVII-XVIII.

## Vida
Fill d'un cirurgià, va estudiar els seus primers anys al col·legi de l'Oratori de Jesús d'Angers. El 1676 ingressa a la casa de la Institució a París, on coneix Malebranche i Jean Prestet.
El 1679 és enviat al col·legi oratorià de Toló, on dos anys després és ordenat sacerdot. L'any 1682 és nomenat professor de matemàtiques de la universitat d'Angers en substitució de Jean Prestet. A partir de 1700 i degut a la seva sordesa, les classes les donen antics alumnes seus, fins que el 1705 abandona definitivament la universitat i l'ensenyament i es trasllada a la casa de l'Oratori de París.
A París, Malebranche el convenç perquè escrigui llibres de text per als estudiants, basats en els nous models matemàtics infinitesimals de Leibniz i Bernoulli.
El 1716 va ser nomenat associat lliure de l'Acadèmie Royale des Sciences.

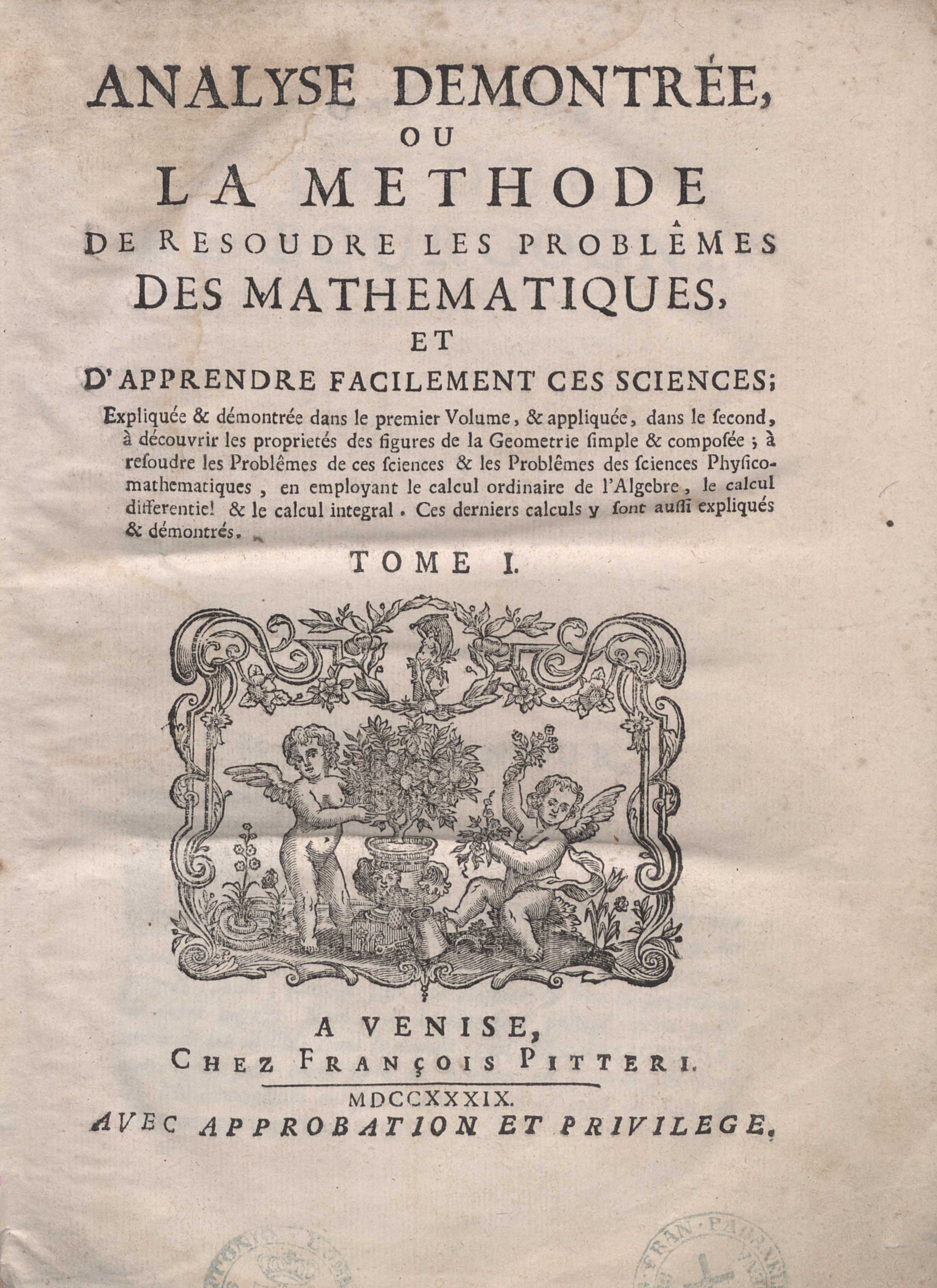
Analyse demontrée, edició de 1739.

## Obra
Per manuscrits que es conserven de l'època, sembla que Reyneau era un professor força didàctic. Els darrers anys de sordesa total, a instàncies de Malebranche, els va dedicar a escriure llibres de text per a ús dels estudiants universitaris i de les escoles militars i religioses.
El que més èxit va tenir va ser el seu Analyse Demontrée, ou la Méthode de résoudre les problémes des Mathématiques, publicat en dos volums el 1708 i amb una segona edició, corregida i ampliada pels seus deixebles, de 1736-1738. Aquest text seria la base, anys més tard, de les Instituzione Analitiche de Maria Gaetana Agnesi (1748) i també serà l'objecte de la primera memòria enviada per D'Alembert a l'Acadèmie Royale
Reyneau, també escriuria dos altres llibres, però no pas amb l'èxit del precedent: La science du calcul (1714) i Traité de la marine ou l'art de naviguer.